# Щербаков, Александр Иванович (1916)
Александр Иванович Щербаков (1916 или 1915 — неизвестно) — советский футболист, нападающий. Мастер спорта СССР (1951).

## Биография
В 1937—1938 годах играл за «Динамо» Болшево в Кубке СССР.
В 1939—1940 годах в чемпионате СССР в составе «Торпедо» Москва провёл 40 матчей, забил 14 голов (хет-трик в ворота «Электрика» 6 июля 1939 года).
С 1945 года — игрок команды класса «Б» МВО Москва. В 1950 году в составе команды, ставшей представлять город Калинин, стал чемпионом РСФСР среди КФК. В 1951 году — победитель класса «Б» и финалист Кубка СССР, был капитаном команды. В 1952 году сыграл в чемпионате 9 матчей, забил два гола, после чего завершил карьеру в командах мастеров.